# Nine Perfect Strangers
Nine Perfect Strangers (Nove Perfeitos Desconhecidos (título em Portugal) ou Nove Desconhecidos (título no Brasil)) é um romance da escritora australiana Liane Moriarty publicado pela primeira vez em novembro de 2018.

## Sinopse
Nove pessoas com diferentes estilos de vida participam de um "Retiro de Transformação Total da Mente e do Corpo" de 10 dias em um lugar chamado Tranquillum House, administrado por uma misteriosa russa chamada Masha.

## Personagens

### Funcionários da Tranquillum House
- Masha, a russa que dirige a Tranquillum House
- Yao e Delilah, seus dedicados funcionários

### Os nove desconhecidos
- Frances, uma romancista
- Tony, um ex-atleta viciado em spa
- Jessica, uma ganhadora de loteria obcecada por cirurgia plástica
- Ben, marido de Jessica obcecado por carros
- Carmel, uma mãe solteira de quatro filhos que foi deixada pelo marido por uma mulher mais jovem
- Lars, um advogado de família
- Heather e Napoleon, um casal que perdeu um filho gêmeo
- Zoe, 20 anos, é filha gêmea de Heather e Napoleon

## Recepção
O livro recebeu críticas mistas. Patty Rhule, do USA Today, deu ao livro duas de quatro estrelas, e disse que "não combina com seus livros anteriores cativantes". Especificamente, ela criticou o livro por gastar muitas páginas no desenvolvimento dos personagens. Em contraste, Lisa Scottoline do The New York Times, escreveu que todos os personagens são "plenamente realizados, com vidas, relacionamentos e motivações convincentes" e que o romance é "instigante, mas nunca pedante" e que "levanta questões fascinantes sobre nossa busca implacável pelo auto-aperfeiçoamento."

## Adaptação para a televisão
Em janeiro de 2020, foi anunciado que o romance seria adaptado para uma série de televisão, que estreou no serviço de streaming Hulu em 2021. A série foi coescrita por David E. Kelley, John-Henry Butterworth e Samantha Strauss, e apresentou Nicole Kidman como Masha e Melissa McCarthy como Frances. Em 27 de maio de 2020, Manny Jacinto foi escalado para o papel de Yao. O elenco também inclui Luke Evans como Lars, Melvin Gregg como Ben, Samara Weaving como Jessica, Asher Keddie como Heather, Grace Van Patten como Zoe, Tiffany Boone como Delilah, Michael Shannon como Napoleon, Regina Hall como Carmel, e Bobby Cannavale como Tony. A série foi dirigida por Jonathan Levine. As filmagens começaram em agosto de 2020 em Byron Bay, na Austrália.